# 臺中市港區藝術中心
臺中市港區藝術中心（全銜為臺中市政府文化局港區藝術中心）是位於臺中市清水區的公立藝文場所。主要區分為展覽廳、演藝廳、美術家資料館、演講會議廳、戶外劇場休閒區、研習教室區和行政區。是一座具有多功能的複合式藝術展演場所，總面積約三公頃，空間建築是仿閩南合院風格的設計，表達中國傳統書院的格調，在古樸典雅中帶有鄉土傳統氣質。

## 歷史
- 1993年，開始興建港區藝術中心。
- 2000年3月，「臺中縣立港區藝術中心」正式開館，臺中縣文化局進駐。
- 2010年，臺中縣市合併升格，改制為「臺中市立港區藝術中心」，為臺中市政府文化局所屬二級機關。
- 2013年1月1日，改為臺中市政府文化局內部單位，更名為「臺中市政府文化局港區藝術中心」。

## 場館簡介
展覽廳
面積約908坪，以「尋藝」為展示空間之意涵。分為展覽室A、展覽室B、展覽室C，主要辦理繪畫、攝影、雕塑、陶藝和文物等展覽。
演藝廳
佔地約545坪，舞台為鏡框式設計，觀眾席共539席，有樂團排練室及舞蹈排練室各一間。是以音樂為主，戲劇舞蹈為輔的多功能中小型演藝場所。
戶外劇場休閒區
為開放式表演空間，包括藝術廣場、清水廣場、迴旋廣場、圖騰廣場、瓜棚和雅書廊等六個戶外廣場，適合戶外活動之表演。
國際會議廳
有110人座位，是中心最大型會議廳，具備視聽功能，經常辦理集會討論或演講授課。
美術家資料館
展示空間面積約95坪，於2001年11月4日開館，以蒐集、整理、儲存、展示，提供臺中市美術家之藝術成就以及相關圖文資料為宗旨。

## 參觀資訊
- 地址：台中市清水區忠貞路21號
- 開放時間：
  - 演藝廳：依表演節目時間開放
  - 展覽廳：週二至週日09：00~17：30，每週一休館
  - 戶外廣場：每日05：00~22：00
  - 園區定時導覽：每週日15時；參加者請於服務臺集合
  - 地下停車場：2024年7月起開始收費，汽車每小時20元(入場後15分鐘內離場者免收停車費，未滿30分鐘計10元)當日最高100元，12小時隔日另計。

## 交通

### 台中市公車
站牌名稱：港區藝術中心（鎮政路）
- 台中客運：304
- 統聯客運：303

站牌名稱：港區藝術中心（建國路）
- 巨業交通：688

站牌名稱：港區藝術中心（中社路）
- 中鹿客運：123

## 外部連結
臺中市港區藝術中心 （页面存档备份，存于）
臺中市港區藝術中心Facebook專頁 （页面存档备份，存于）
1. ↑  .   [2017-05-01]. （原始内容存档于2015-12-06）.